# 朱晓芸
朱晓芸（1980年—），甘肃武威人，汉族，中华人民共和国政治人物、第十二届全国人民代表大会解放军代表。
毕业于军事经济学院军需专业。加入中国共产党。2013年，担任全国人大代表。